# خمیلووشچزنا
خمیلووشچزنا (به لهستانی:  Chmielowszczyzna) یک روستا در لهستان است که در گمینا شوجاوووو واقع شده‌است.